# Прыжки в воду на летних Азиатских играх 2018
Соревнования по прыжкам в воду на летних Азиатских играх 2018, состоявшихся в Индонезии, года проходили с 28 августа по 1 сентября.

## Общий медальный зачёт
| Место | Страна           | Золото | Серебро | Бронза | Всего |
| ----- | ---------------- | ------ | ------- | ------ | ----- |
| 1     | Китай            | 10     | 6       | 0      | 16    |
| 2     | Республика Корея | 0      | 2       | 3      | 5     |
| 3     | КНДР             | 0      | 1       | 3      | 4     |
| 4     | Малайзия         | 0      | 1       | 3      | 4     |
| 5     | Япония           | 0      | 0       | 1      | 1     |
| Всего | Всего            | 10     | 10      | 10     | 30    |

## Медалисты

### Мужчины
| Дисциплина              | Золото                   | Серебро                            | Бронза                      |
| ----------------------- | ------------------------ | ---------------------------------- | --------------------------- |
| Трамплин 1 м            | Пэн Цзяньфэн Китай       | Лю Чэнмин Китай                    | У Харам Республика Корея    |
| Трамплин 3 м            | Се Сыи Китай             | Цао Юань Китай                     | Чжоу Ивэй Малайзия          |
| Вышка 10 м              | Ян Цзянь Китай           | Цю Бо Китай                        | У Харам Республика Корея    |
| Синхронный трамплин 3 м | Китай Цао Юань Се Сыи    | Республика Корея Ким Ённам У Харам | Япония Кэн Тэраути Сё Сакаи |
| Синхронная вышка 10 м   | Китай Чэнь Айсэнь Ян Хао | Республика Корея Ким Ённам У Харам | КНДР Хён Ильмён Лим Гумсон  |

### Женщины
| Дисциплина              | Золото                        | Серебро                            | Бронза                                |
| ----------------------- | ----------------------------- | ---------------------------------- | ------------------------------------- |
| Трамплин 1 м            | Ван Хань Китай                | Чэнь Ивэнь Китай                   | Ким Суджи Республика Корея            |
| Трамплин 3 м            | Ши Тинмао Китай               | Ван Хань Китай                     | Нур Дхабита Сабри Малайзия            |
| Вышка 10 м              | Сы Яцзе Китай                 | Чжан Цзяци Китай                   | Ким Мирэ КНДР                         |
| Синхронный трамплин 3 м | Китай Чан Яни Ши Тинмао       | Малайзия Ын Яньи Нур Дхабита Сабри | КНДР Ким Кванхи Ким Минхва            |
| Синхронная вышка 10 м   | Китай Чжан Цзяци Чжан Миньцзе | КНДР Ким Гукхян Ким Мирэ           | Малайзия Лян Миньюй Нур Дхабита Сабри |